# Codnor Castle

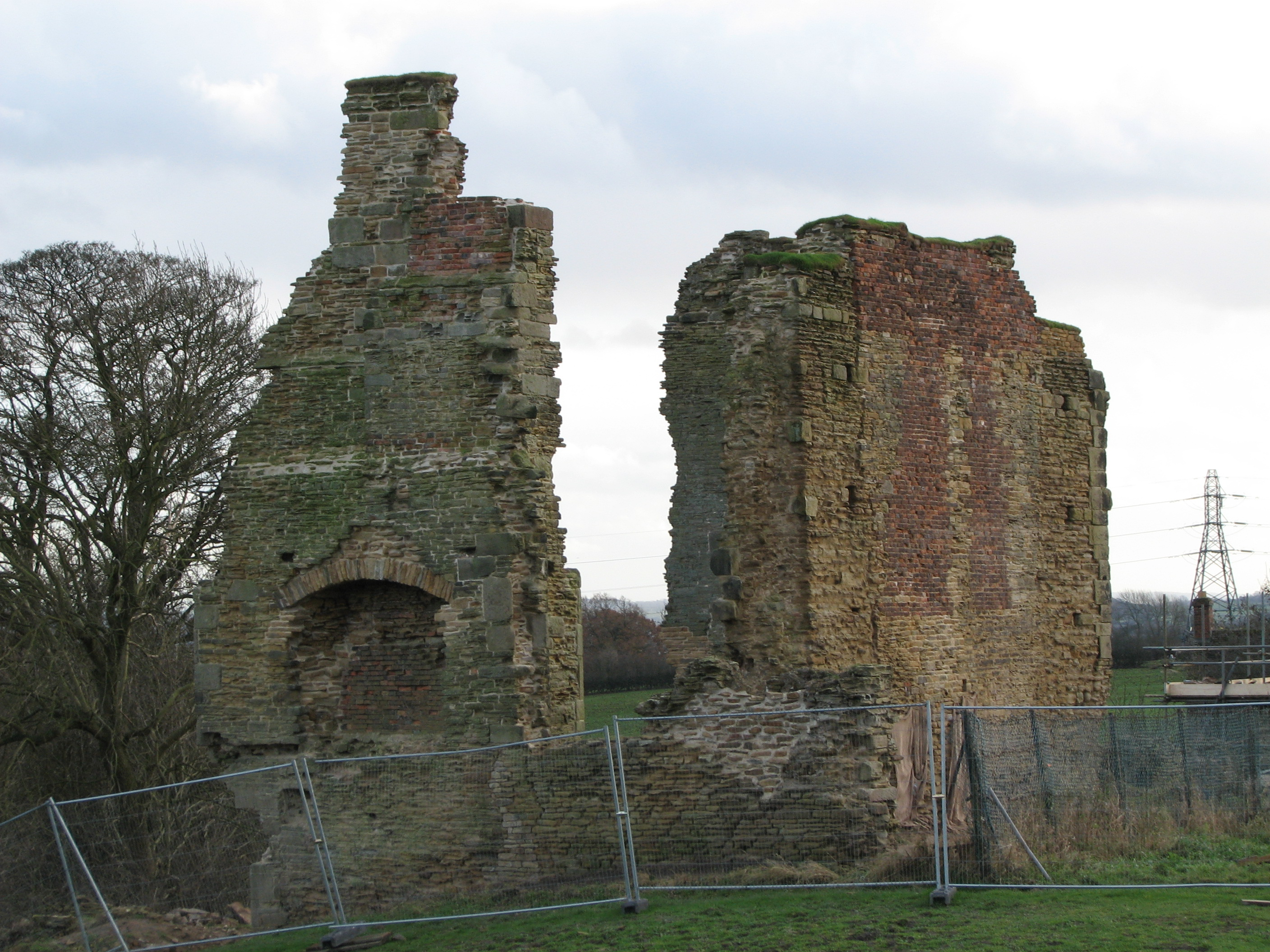
Codnor Castle von Nordwesten

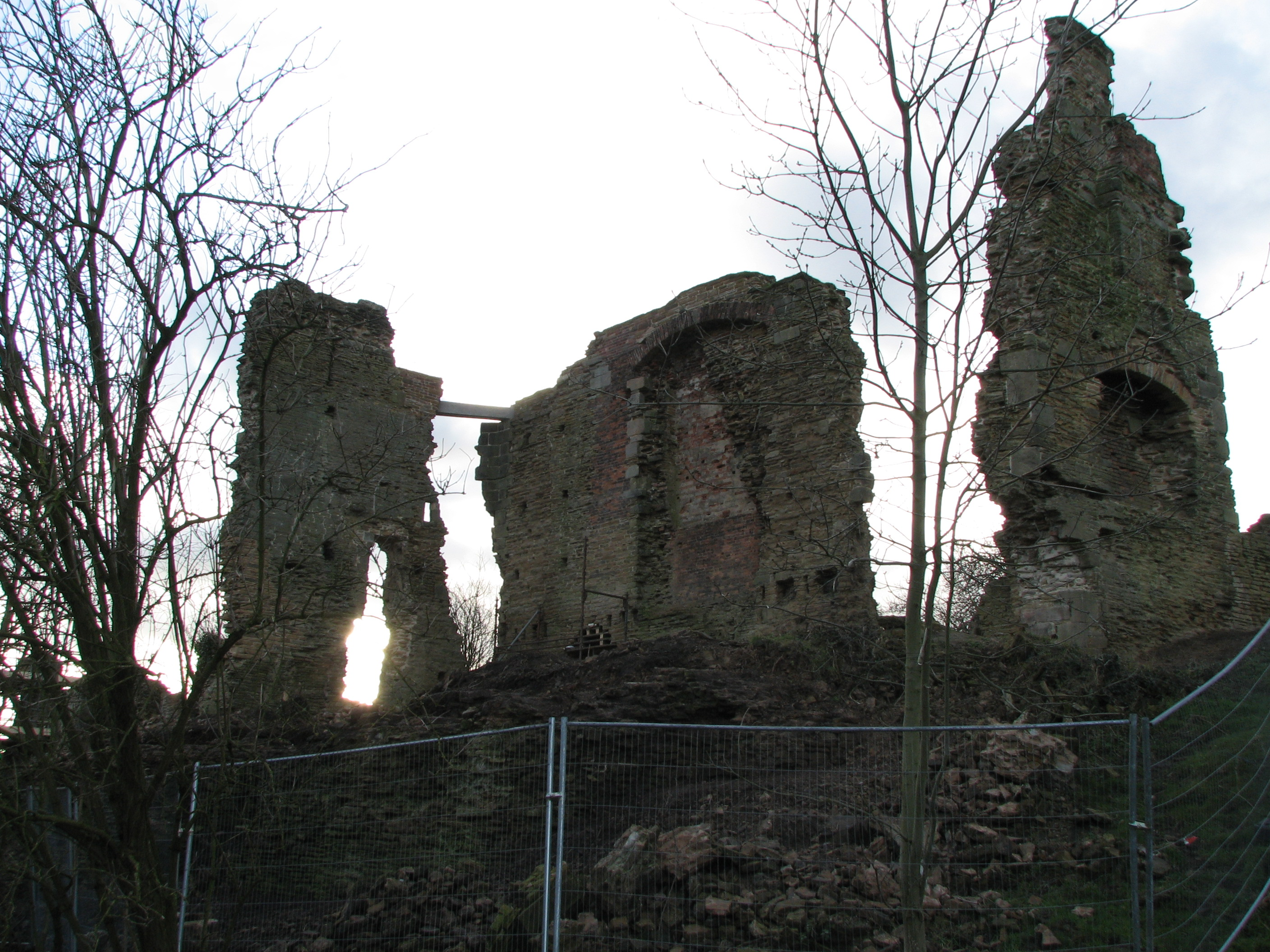
Ansicht von Nordosten

Codnor Castle ist eine Burgruine aus dem 13. Jahrhundert in der englischen Grafschaft Derbyshire. Die Ländereien um Codnor kamen nach der normannischen Eroberung Englands unter die Gerichtsbarkeit von William Peverel. Die Ruine gilt als Scheduled Monument und wurde von English Heritage als historisches Gebäude II. Grades gelistet. Seit 2008 gilt das Gebäude als Building at Risk.

## Geschichte

### William Peverel
Die Burg ist eine steinerne Motte und wurde von William Peverel gebaut. Die heute noch sichtbaren Überreste stammen von einem dreistöckigen Donjon und einer starken Kurtine mit Burggraben, die von zwei runden Türmen flankiert wurde. Die äußere Burgmauer liegt weiter unten und wurde später gebaut. Die Burg wacht über dem Erewashtal und den Grafschaften Derbyshire und Nottinghamshire. Sie hatte ursprünglich einen tiefen Burggraben und auf ihrer Ostseite gab es einen ansehnlichen Wald, der später abgeholzt wurde. Auf der Westseite gab es einen Burghof, der durch gewaltige Rundtürme mit Wehrgängen befestigt war. In anderen Teilen der Ruine kann man erkennen, dass die äußere Mauer Schießscharten besaß, durch die bei Bedarf Armbrustschützen schießen konnten.

### Henry de Grey
Um 1211 gehörte die Burg Henry de Grey, einem Nachfahren des normannischen Ritters Anchetil de Greye. Henrys Nachkommen sind die lange Reihe der Lords Grey of Codnor, der Lords Grey of Ruthyn, der Wiltons und der Rotherfields, sowie Lady Jane Grey, die Earls of Stamford und die ausgestorbenen Familien der Dukes of Suffolk und Dukes of Kent. Sein Sohn Richard lebte in Codnor und diente König Heinrich III. Zusammen mit seinem Bruder John diente er dem König im Heiligen Land. John Grey tat sich in den Schottischen Kriegen hervor und war gut Freund mit König Eduard III. Zusammen mit William d'Eincourt kommandierte Lord Grey alle Ritter von Derbyshire und Nottinghamshire im Falle einer Invasion. Henry, der letzte der Familie, starb während der Regentschaft von König Heinrich VII. ohne legitimen Erben. Er hinterließ einen Teil seiner Ländereien seinen illegitimen Söhnen Henry und Richard und einen weiteren Teil seiner Witwe, Katherine Stourton.

### Die Familie Zouche
Der Rest der Erbschaft ging an seine Tante Elizabeth Grey, die 1429 Sir John Zouche heiratete, den jüngsten Sohn des 4. Baron Zouche aus Harringsworth. Sir John Zouche of Codnor war dreimal High Sheriff of Derbyshire. Die Burg blieb 200 Jahre lang in den Händen der Familie Zouche, bis sie sie 1634 verkauften und nach Virginia auswanderten.

### Streynsham Master
Sir Streynsham Master, ehemaliger Gouverneur von Madras in Indien, der Codnor Castle 1692 kaufte, soll der letzte Bewohner der Burg gewesen sein. Er lebte dort bis 1724.

## Heute
Heute sind die Überreste von Codnor Castle eine brüchige Ruine; ihre wenigen hohen Mauern werden von Gerüsten gestützt. Tafeln am umgebenden Zaun zeigen an, dass das Areal nun der UK Coal Mining Ltd gehört und nicht öffentlich zugänglich ist. Dennoch kann man von öffentlichen Gehwegen einen guten Blick auf die Überreste der Burg werfen.
Im Juni 2007 führten Angehörige des Time Team von Channel 4 archäologische Grabungen um die Burg aus und brachten einige interessante Resultate zu Tage. Eine perfekt erhaltene Goldmünze wurde im Burggraben gefunden, die heute im Derby Museum and Art Gallery ausgestellt ist.